# Supercoppa di Malta
La Supercoppa di Malta è una competizione calcistica maltese.
Creata nel 1985, vede affrontarsi i vincitori del titolo nazionale ed i vincitori della coppa nazionale.

## Albo d'oro
| Anno | Vincitore        | Risultato           | Finalista        |
| 1985 | Rabat Ajax       | 2-0                 | Żurrieq          |
| 1986 | Rabat Ajax       | 4-2                 | Hibernians       |
| 1987 | Ħamrun Spartans  | 3-0                 | Valletta         |
| 1988 | Ħamrun Spartans  | 1-0 (dts)           | Sliema Wanderers |
| 1989 | Ħamrun Spartans  | 3-3 (dts) 7-6 (dtr) | Sliema Wanderers |
| 1990 | Valletta         | 3-0                 | Sliema Wanderers |
| 1991 | Ħamrun Spartans  | 1-1 (dts) 6-5 (dtr) | Valletta         |
| 1992 | Ħamrun Spartans  | 2-0                 | Valletta         |
| 1993 | Floriana         | 4-1                 | Valletta         |
| 1994 | Hibernians       | 2-2 (dts) 5-4 (dtr) | Floriana         |
| 1995 | Valletta         | 2-2 (dts) 6-5 (dtr) | Hibernians       |
| 1996 | Sliema Wanderers | 0-0 (dts) 3-2 (dtr) | Valletta         |
| 1997 | Valletta         | 5-2                 | Birkirkara       |
| 1998 | Valletta         | 2-0                 | Hibernians       |
| 1999 | Valletta         | 2-1                 | Birkirkara       |
| 2000 | Sliema Wanderers | 3-0                 | Birkirkara       |
| 2001 | Valletta         | 2-1                 | Sliema Wanderers |
| 2002 | Birkirkara       | 1-0 (dts)           | Hibernians       |
| 2003 | Birkirkara       | 2-0                 | Sliema Wanderers |
| 2004 | Birkirkara       | 3-1 (dts)           | Sliema Wanderers |
| 2005 | Birkirkara       | 3-0                 | Sliema Wanderers |
| 2006 | Birkirkara       | 2-1                 | Hibernians       |
| 2007 | Hibernians       | 3-1                 | Marsaxlokk       |
| 2008 | Valletta         | 2-0                 | Birkirkara       |
| 2009 | Sliema Wanderers | 1-0                 | Hibernians       |
| 2010 | Valletta         | 3-2                 | Birkirkara       |
| 2011 | Valletta         | 3-0                 | Floriana         |
| 2012 | Valletta         | 3-1                 | Hibernians       |
| 2013 | Birkirkara       | 3-2                 | Hibernians       |
| 2014 | Birkirkara       | 2-1                 | Valletta         |
| 2015 | Hibernians       | 2-1                 | Birkirkara       |
| 2016 | Valletta         | 2-1                 | Sliema Wanderers |
| 2017 | Floriana         | 1-0                 | Hibernians       |
| 2018 | Valletta         | 2-1                 | Balzan           |
| 2019 | Valletta         | 2-1                 | Balzan           |
| 2020 | Non assegnata    | Non assegnata       | Non assegnata    |
| 2021 | Non assegnata    | Non assegnata       | Non assegnata    |
| 2022 | Hibernians       | 0-0 (dts) 5-4 (dtr) | Floriana         |
| 2023 | Ħamrun Spartans  | 4 - 0               | Birkirkara       |
| 2024 | Ħamrun Spartans  | 2 - 0               | Sliema Wanderers |

## Vittorie per squadra
| Squadra          | Titoli | Anno                                                                         |
| ---------------- | ------ | ---------------------------------------------------------------------------- |
| Valletta         | 13     | 1990, 1995, 1997, 1998, 1999, 2001, 2008, 2010, 2011, 2012, 2016, 2018, 2019 |
| Birkirkara       | 7      | 2002, 2003, 2004, 2005, 2006, 2013, 2014                                     |
| Ħamrun Spartans  | 7      | 1987, 1988, 1989, 1991, 1992, 2023, 2024                                     |
| Hibernians       | 4      | 1994, 2007, 2015, 2022                                                       |
| Sliema Wanderers | 3      | 1996, 2000, 2009                                                             |
| Floriana         | 2      | 1993, 2017                                                                   |
| Rabat Ajax       | 2      | 1985, 1986                                                                   |